# Bovarysmus

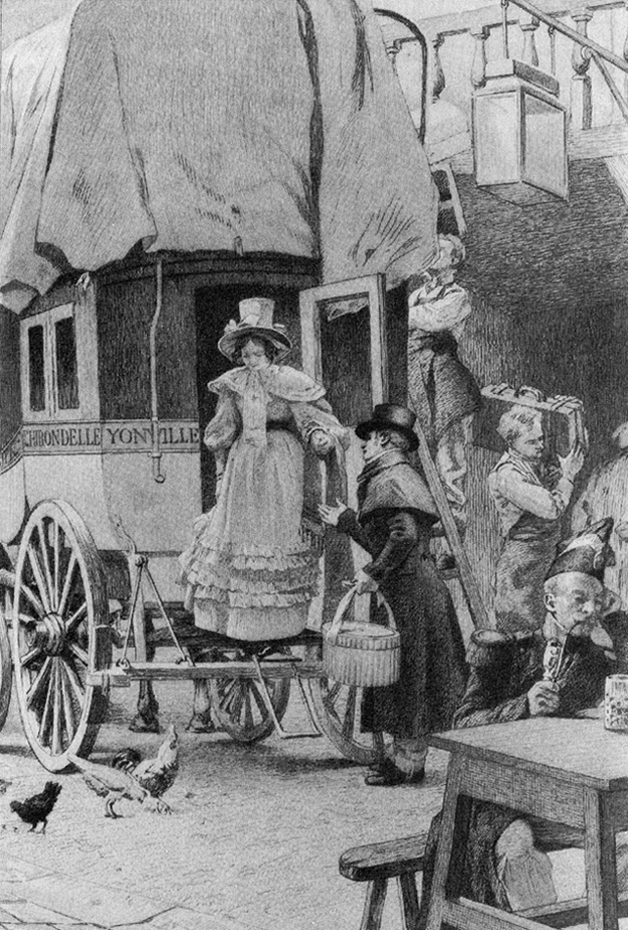
Ilustrace Emmy Bovaryové

Bovarysmus nebo bovarismus je termín pojmenovaný po hlavní postavě románu Gustava Flauberta Paní Bovaryová (1857) – Emě, která značnou část života prožívá v představách a vzdaluje se tak reálnému světu. Během denního snění může osoba samu sebe vnímat v hrdinných souvislostech, významnější než ve skutečnosti je, zatímco nedbá na každodenní skutečný život.
Knihu Bovarysmus vydal v roce 1912 francouzský filosof Jules de Gaultier (1858–1942). Typ osobnosti vyznačující se bovarysmem popsal jako záměnu identifikace vlastního já, kdy se daná osoba domnívá, že je taková, jakou se vidí ve svých představách, a neodráží skutečnost. Základem úsudku je mylná představa – iluze, která způsobuje destrukci vlastní existence osobnosti. Podobný pohled publikoval v roce 1924 článkem „Flaubert a paní Bovaryová“ v časopisu Lumír  také český literární historik a teoretik Otakar Levý. Gaultier se domníval, že se bovarysmus vyskytuje běžně, nejedná se o patologický stav a ve společnosti je normalitou. Rozlišuje dvě formy – individuální (géniové) a kolektivní (postihuje celá společenství, která sebe hodnotí jinak, než jakými ve skutečnosti jsou).
Pojem „bovarysmus“ nepřinesl rozšíření psychopatologické terminologie. Z psychiatrického hlediska vykazovala Ema Bovaryová znaky tzv. hysterické povahy.
V umění se postavy s projevy bovarysmu vyskytly například ve filmech Kráska dne (Séverine Serizy) a César a Rosalie (Rosalie).